# 莫克里伊久梅齊河
莫克里伊久梅齊河（烏克蘭語：Мокрий Ізюмець），是烏克蘭的河流，位於該國東部，屬於北頓涅茨河的左支流，發源自布加伊夫卡，流經哈爾科夫州，河道全長26公里，流域面積446平方公里。